# روبرت هوف
روبرت هوف (بالإنجليزية: Robert Huff)‏ هو سائق سيارة سباق بريطاني، ولد في 25 ديسمبر 1979 في كامبريدج في المملكة المتحدة.

## وصلات خارجية
- الموقع الرسمي
- روبرت هوف على موقع DriverDB.com (الإنجليزية)